# Mistrzostwa Świata w Narciarstwie Alpejskim 1978
25. Mistrzostwa świata w narciarstwie alpejskim odbywały się od 29 stycznia do 5 lutego 1978 roku w Garmisch-Partenkirchen w RFN. Były to pierwsze w historii mistrzostwa świata w rozgrywane w Niemczech (w 1936 roku Garmisch-Partenkirchen organizowało IV Zimowe Igrzyska Olimpijskie, jednak wówczas impreza ta nie była jednocześnie mistrzostwami świata). W klasyfikacji medalowej zwyciężyła reprezentacja Austrii, która zdobyła też najwięcej medali (7, w tym 4 złote i 3 brązowe).

## Wyniki

### Mężczyźni
| Konkurencja             | Data        | Złoto            | Wynik   | Srebro         | Wynik   | Brąz             | Wynik   |
| Zjazd szczegóły         | 29 stycznia | Josef Walcher    | 2:04,12 | Michael Veith  | 2:04,19 | Werner Grissmann | 2:04,46 |
| Slalom gigant szczegóły | 2 lutego    | Ingemar Stenmark | 3:02,52 | Andreas Wenzel | 3:04,56 | Willi Frommelt   | 3:04,75 |
| Slalom szczegóły        | 5 lutego    | Ingemar Stenmark | 1:39,54 | Piero Gros     | 1:40,20 | Paul Frommelt    | 1:40,47 |
| Kombinacja szczegóły    | 5 lutego    | Andreas Wenzel   | 2732,34 | Sepp Ferstl    | 2749,64 | Pete Patterson   | 2752,28 |

### Kobiety
| Konkurencja             | Data     | Złoto                 | Wynik   | Srebro             | Wynik   | Brąz                  | Wynik   |
| Zjazd szczegóły         | 1 lutego | Annemarie Moser-Pröll | 1:48,31 | Irene Epple        | 1:48,55 | Doris de Agostini     | 1:49,11 |
| Slalom szczegóły        | 3 lutego | Lea Sölkner           | 1:24,85 | Pamela Behr        | 1:25,33 | Monika Kaserer        | 1:25,37 |
| Slalom gigant szczegóły | 4 lutego | Maria Epple           | 2:41,15 | Lise-Marie Morerod | 2:41,20 | Annemarie Moser-Pröll | 2:41,90 |
| Kombinacja szczegóły    | 4 lutego | Annemarie Moser-Pröll | 2460,39 | Hanni Wenzel       | 2476,80 | Fabienne Serrat       | 2478,44 |

## Tabela medalowa
| Lp. | Państwo           | złoto | srebro | brąz | razem |
| --- | ----------------- | ----- | ------ | ---- | ----- |
| 1   | Austria           | 4     | -      | 3    | 7     |
| 2   | Szwecja           | 2     | -      | -    | 2     |
| 3   | RFN               | 1     | 4      | -    | 5     |
| 4   | Liechtenstein     | 1     | 2      | 2    | 5     |
| 5   | Szwajcaria        | -     | 1      | 1    | 2     |
| 6   | Włochy            | -     | 1      | -    | 1     |
| 7   | Francja           | -     | -      | 1    | 1     |
| 7   | Stany Zjednoczone | -     | -      | 1    | 1     |